# Boogaloo

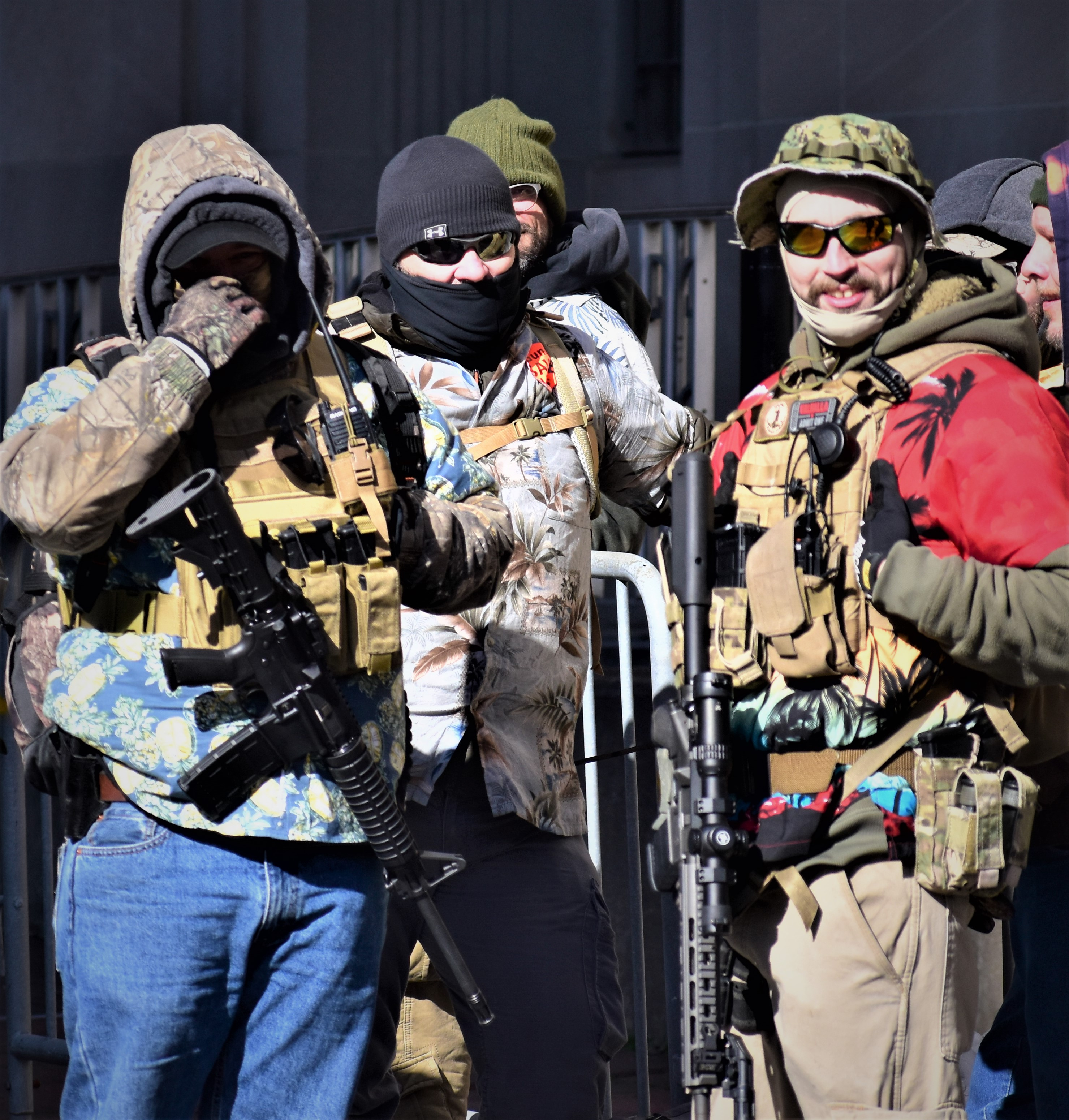
Przedstawiciele ruchu często noszą hawajskie koszule z przywieszonymi sprzętem militarnym.

Boogaloo, określani czasami też jako Boogaloo boys lub Boogaloo Bois – luźno zorganizowany ruch amerykańskich skrajnie prawicowych ekstremistów. Przedstawiciele ruchu na ogół określają się jako „libertariańska milicja obywatelska”, oraz uważają, że przygotowują się do drugiej wojny secesyjnej w Ameryce, którą nazywają „boogaloo”. Powszechne stosowanie tego terminu pochodzi z końca 2019, a zwolennicy stosują go (w tym jego odmian, aby uniknąć blokowania w mediach społecznościowych) w odniesieniu do gwałtownych powstań przeciwko rządowi federalnemu lub lewicowym oponentom politycznym.
Ruch składa się ze zwolenników prawa do posiadania broni oraz różnych skrajnie prawicowych przeciwników rządu. Ideologia każdej grupy jest różna, a poglądy na niektóre tematy, takie jak rasa, nie są jednorodne. Niektóre z nich prezentują poglądy białej supremacji i neonazizmu. Wierzą, że zbliżające się niepokoje będą wojną rasową; inne potępiają rasizm i białą supremację. Ruch Boogaloo organizuje się przede wszystkim w internecie (szczególnie na Facebooku). Uczestnicy pojawili się podczas protestów przeciwko kwarantannie w Stanach Zjednoczonych w 2020, oraz protestach po śmierci George'a Floyda w maju 2020. Są często charakterystycznie ubrani w hawajskie koszule  oraz mundury wojskowe z silnym uzbrojeniem. W okresie od maja do czerwca 2020 Facebook ograniczał działanie i widoczność ruchu na swoich platformach społecznościowych.